# Fortaleza de Santa Bárbara
La Fortaleza de Santa Bárbara, conocida también como "El Castillo", se encuentra en la ciudad de Trujillo en el departamento de Colón, Honduras. Es uno de los edificios más antiguos en Honduras y además es la fortaleza española más antigua en suelo continental. 
Este fuerte está declarado como Monumento y Patrimonio Nacional Histórico de la república de Honduras, mediante Acuerdo gubernamental n.º 049, de fecha 8 de marzo de 1990, la edificación paso a propiedad y cuidados del IHAH en el año 1997.

## Historia de Trujillo y del Castillo
El navegante genovés Cristóbal Colón desembarcó un 14 de agosto de 1502 en su cuarto viaje y llamó al lugar como Punta de Caxinas. Después, don Hernán Cortés, cuando visitó las costas hondureñas, ordenó la fundación de una base en ese sitio para defenderlo, encomendando la tarea al capitán Cristóbal de Olid, quien, aparte de realizar la creación del acuartelamiento, rebautizó al lugar como "Villa del Triunfo de la Cruz".

### Construcción
En 1550, se tiene conocimiento que los españoles construyeron con mano de obra indígena un puesto defensivo para las costas y el puerto; a la fortaleza le llamaron "Santa Bárbara" en honor a la virgen patrona de los artilleros, y que está emplazada sobre una colina desde la que se divisa la bahía. Al menos unos 200 españoles vivían en Trujillo para cuando se estaba edificando. Para 1575, la Capitanía General de Guatemala ordenó trasladar y colocar cuatro cañones en un punto defensivo de la costa. Más tarde, en 1629, se tiene conocimiento que la fortaleza contaba con seis cañones de artillería, para defender la villa de los piratas y corsarios que hacían de las suyas en el Mar Caribe.

### Descripción

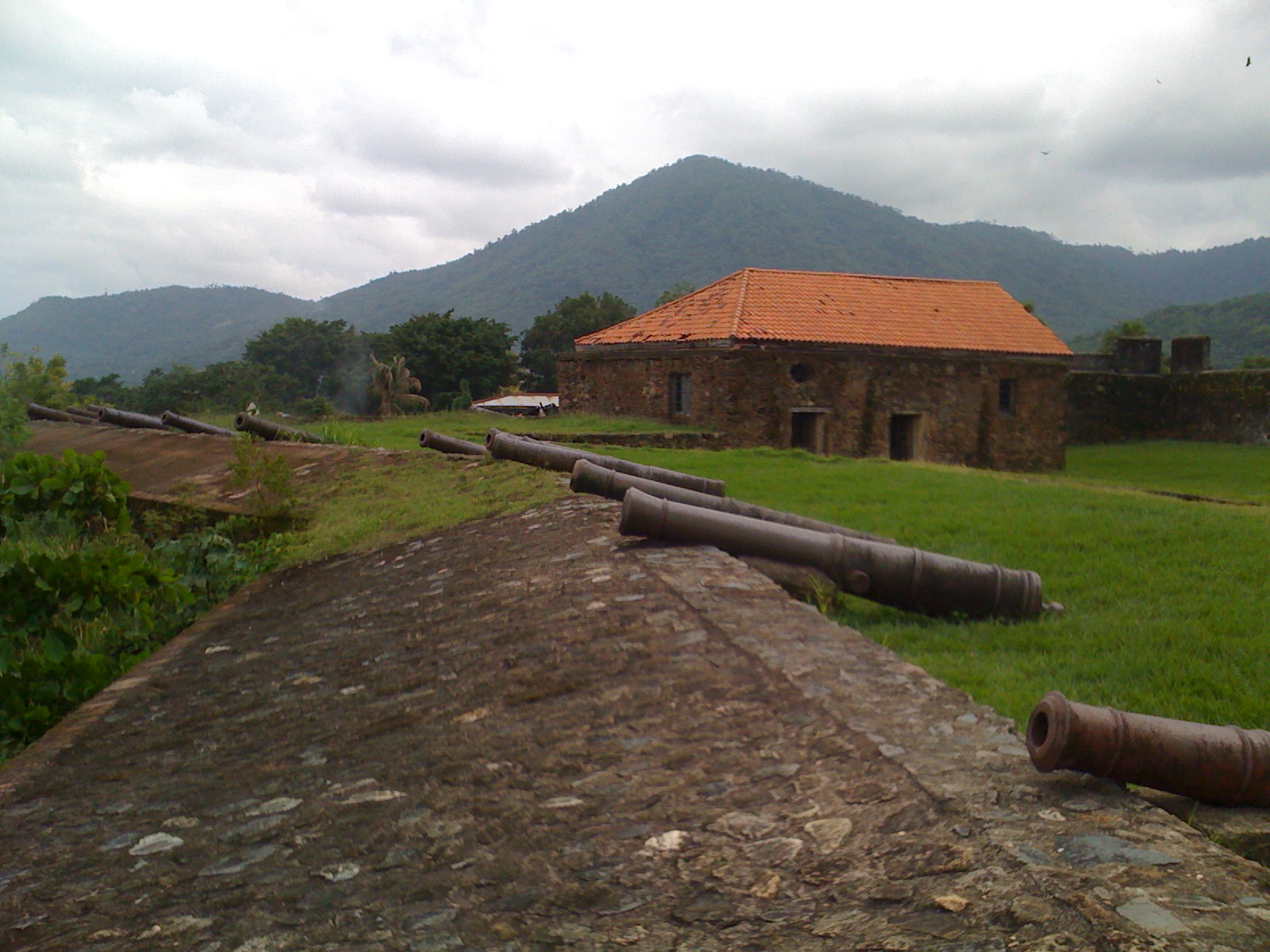
La fortaleza posee catorce cañones traídos desde España y estuvo trescientos años en servicio.

La fortaleza de Santa Bárbara está construida sobre una colina de Trujillo, de la cual se divisa perfectamente el puerto, la bahía y el Mar Caribe. La primera fila defensiva son los restos de unos muros en los cuales están colocados incluso los cañones de artillería en dirección a la bahía, seguidamente se encuentran muros más altos y torreones flanqueantes que servían de resguardo para los soldados españoles, el cuartel de mando está en el centro.

### Tumba de William Walker
En la fortaleza se libraron varias batallas entre piratas y colonos, en 1860 fue testigo de la nueva intromisión del filibustero William Walker a las costas centroamericanas, donde finalmente fue derrotado y capturado, siendo ejecutado mediante fusilamiento un 12 de septiembre de 1860. Su lápida de mármol, donde reza que descansan los restos de este personaje, se encuentra en las colindancias de este pequeño fuerte, que es una atracción turística.

### Obras de restauración
El gobierno de Honduras, órdeno una revisión del edificio, informe y posterior restauración que estuvo bajo la dirección de la cargo de la doctora Kathy Deagan de la Universidad Nacional Autónoma de Honduras.

### Museo

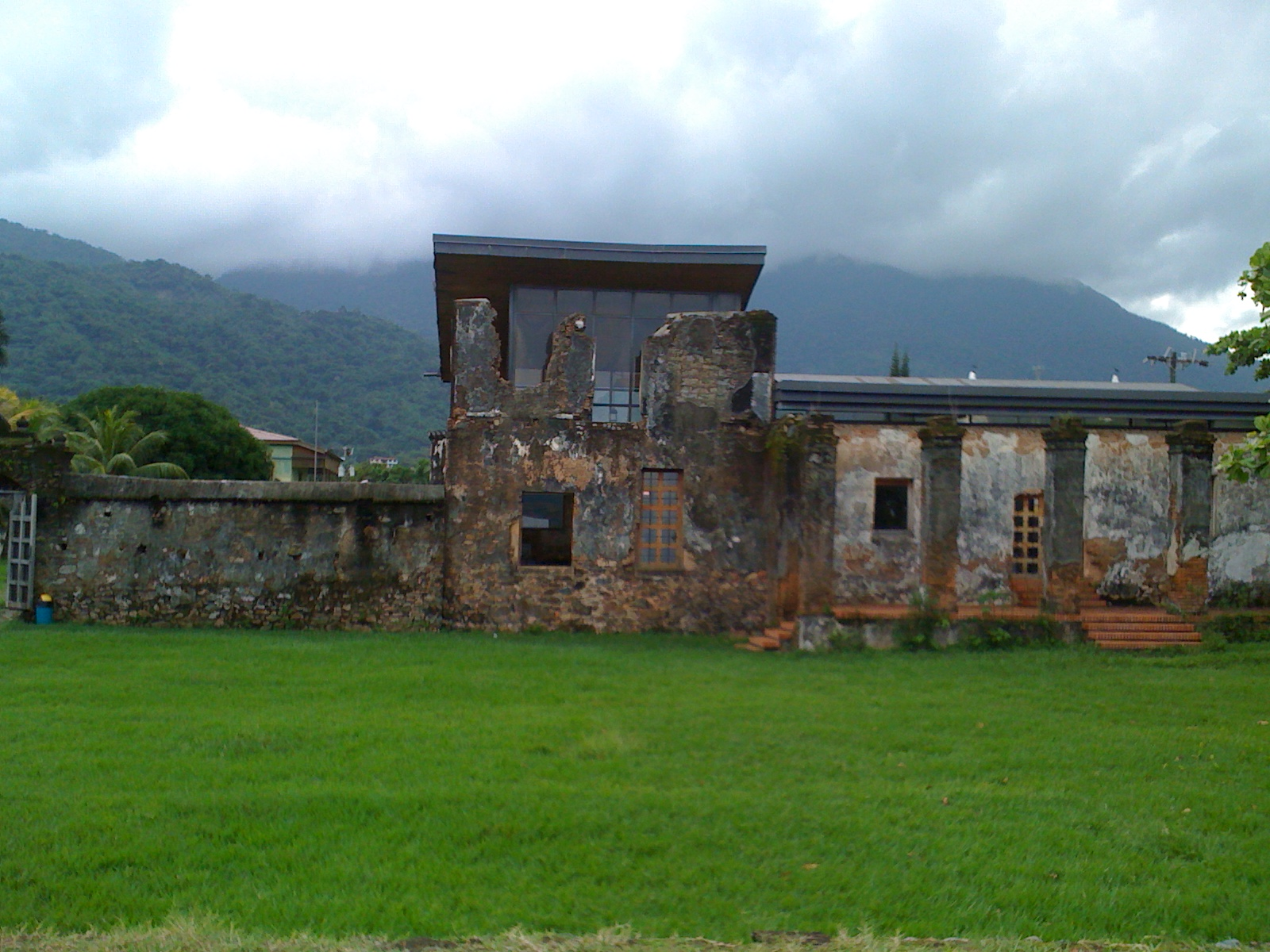
Museo de la fortaleza.

El Museo de la Fortaleza de Santa Bárbara contiene una colección de objetos prehispánicos  encontrados en la zona, posee ambienta una exposición de objetos de l periodo colonial y republicana, patrimonio tangible e intangible multicultural por la diversidad cultural existente, además cuenta con colecciones de época prehispánica, colonial y republicana. Esta exposición pretende promover entre los habitantes de la región y sus visitantes, el Patrimonio Cultural del que son depositarios, con la esperanza de que cada persona nacional o extranjera, de cualquier edad o credo religioso se convierta en el guardián que vele por su protección para conocimiento y beneficio propio y de las futuras generaciones.